# Me (Mythologie)
In der sumerischen Mythologie sind die Me (Keilschrift: 𒈨, ME, zu lesen: me, Aussprache: me, Akkadisch: parṣu) göttliche Erlasse oder göttliche Anleitungen, gesellschaftliche Institutionen und Übereinkünfte, aber auch Technologien und Verhaltensweisen betreffend. Die Me bilden nach sumerischer Vorstellung die Grundlage der menschlichen Zivilisation.

## Begriffsklärung
Man kann die Me als Menge von Regeln betrachten, die bestimmten Gottheiten und kulturellen Erscheinungen zugeordnet sind. In der sumerischen Vorstellungen sorgen die Me dafür, dass diese Erscheinungen für alle Zeit nach dem göttlich vorgesehenen Plan ablaufen. Sie sind deshalb auch unveränderlich. Oft, aber keinesfalls immer, repräsentieren die Me Errungenschaften, die heute als positiv bewertet sind. Sie sind die "Summe der Zivilisation" und können als eine Art erste Analyse dessen angesehen werden, was die eigene Kultur ausmacht.
Die Vorstellung der Sumerer von ihren Gottheiten geht davon aus, dass jede Sache, Erscheinung etc. ein Ausdruck der „Kraft“ Me sei.
Während die Me einerseits abstrakte Konzepte und göttliche Attribute sind, können sie wie konkrete Objekte verliehen werden, die man anziehen kann oder auf die man sich stellen kann. Manche entsprechen physischen Gegenständen (Zepter, Musikinstrumente), andere sind Fertigkeiten (Schriftkunst, Korbflechten), wieder andere abstrakte Konzepte (Königtum, Prostitution). In einer modernen Tradition werden die Me als auf Tafeln eingeschrieben betrachtet, auch wenn in der Hauptquelle für Informationen über die Me, dem Mythos von Inanna und Enki, keine solchen Tafeln genannt werden.

## Die Me im Mythos von Inanna und Enki
In diesem Mythos verbringt die Göttin Inanna eine Nacht Bier trinkend mit dem Gott Enki. Im betrunkenen Zustand verspricht er ihr die Me. Inanna belädt ihr Schiff damit und bringt sie trotz Verfolgung durch Enkis Boten am nächsten Tag zu den Menschen in die Stadt Unug (Uruk), deren Stadtgöttin sie ist.
Die Me werden im Mythos von Enki und Inanna viermal aufgezählt. Die Keilschrifttafeln sind nicht gut erhalten, und nicht alle Me sind in ihrer Bedeutung klar oder überliefert, aber es gibt wohl um die hundert davon. Genaue Zahlen variieren (64 bzw. 94 bzw. bis zu 110).
Zu den Me gehören unter anderem:
- Heldentum, Kraft, Unehrenhaftigkeit, Rechtschaffenheit, das Plündern von Städten, das Klagelieder-Anstimmen, Herzensfreude.
- Lügenhaftigkeit, das aufständische Land, Frieden, Nomadentum, das Unterwegs-Sein und der feste Wohnsitz.
- verschiedene Handwerke: des Tischlers, Kupferschmieds, Schreibers, Schmieds, Sattlers, Walkers, Baumeisters, Mattenflechters.
- Verstand, Wissen, Waschungsriten, Kohlenglutanhäufen, Schafstall, Ehrfurcht, Spannung, Schweigen
- Feuer entfachen, Feuer löschen, harte Arbeit, Familie
- Streit, Siegesgeschrei, Ratgeben, Beraten, Rechtsprechung, Entscheidung
- Schwert, Keule, schwarzes Kleid, buntes Kleid, Nackenfrisur
- Geschlechtsverkehr, Küssen, Prostitution
- lautes Rufen, Verleumdung, Schmeichelei

## In der Populärkultur
- Im Roman The Moon's Fire-Eating Daughter von John Myers Myers stiehlt der Protagonist in einer Umdichtung des Mythos von Inanna und Enki zusammen mit Inanna die Me, insbesondere das Me der Schreibkunst, um selbst Dichter werden zu können.
- Im Science-Fiction-Roman Snow Crash von Neal Stephenson spielen die Me die Rolle einer Art sprachlicher Software, die von den Priestern an die Bevölkerung ausgeteilt wird; in der sumerischen Ursprache werden durch das Anhören Hirnfunktionen umprogrammiert.
- In Computerspielen wie Civilization (Sid Meier 1991) oder dem Brettspiel Civilization (Francis G. Tresham 1980) wird die Entwicklung früher Kulturen mit einem Technologiebaum nachvollzogen, dessen Elemente ähnliche kulturelle Errungenschaft wie die Me darstellen.